# Vánoční stromek

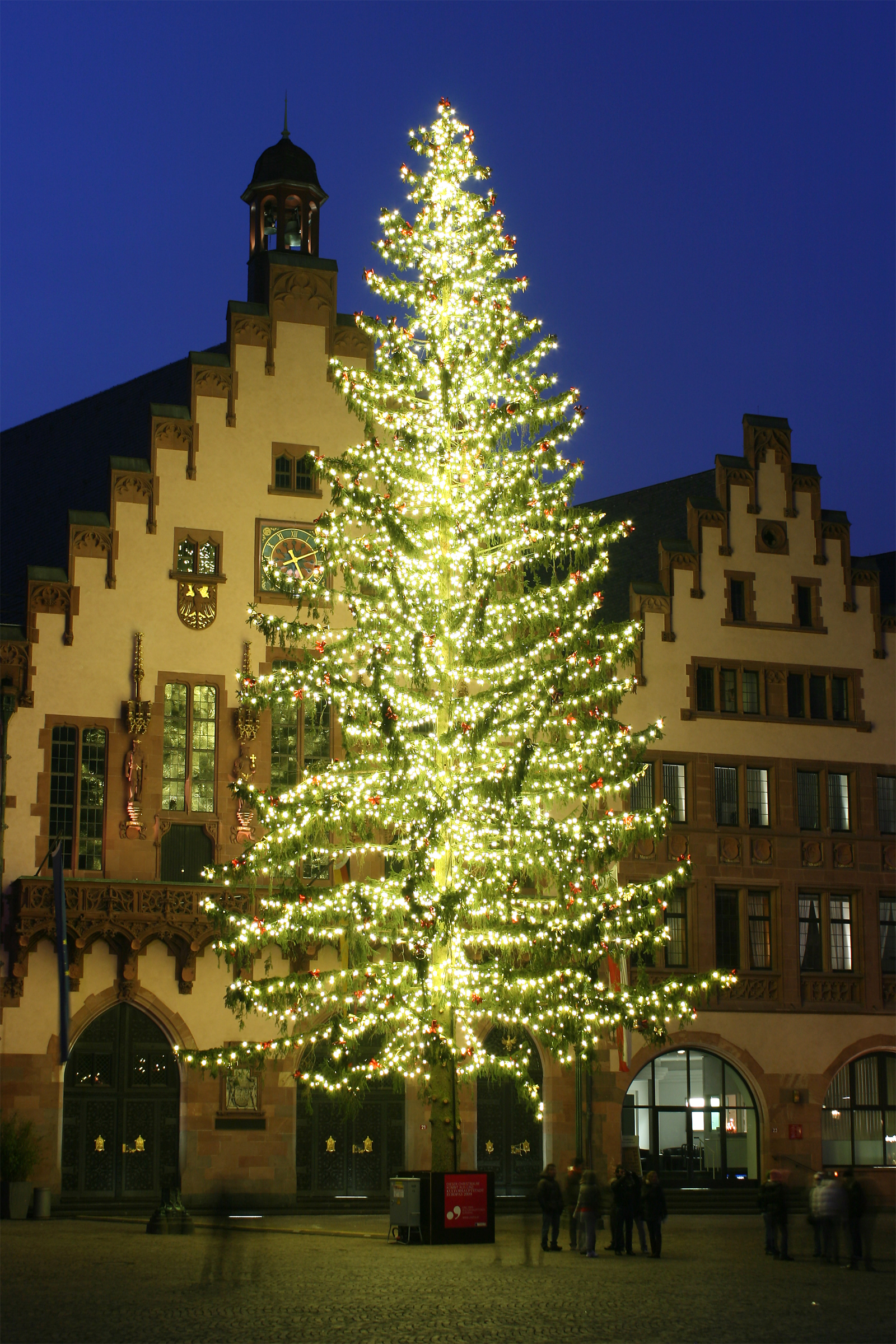
Největší německý vánoční strom v roce 2008 před frankfurtskou radnicí

Vánoční stromek, také vánoční strom či vánoční stromeček, je ozdobený strom, obvykle stálezelený jehličnan jako smrk, borovice nebo jedle, který je jedním ze symbolů Vánoc. Tradice zdobení stromku pochází z území Baltu a Německa a původně byl ozdoben jablky, ořechy a jinými potravinami. V 18. století se přidala tradice zdobení svíčkami. V domácnostech se zdobí malé stromky, které mohou být také nahrazeny umělými stromky, zatímco ve městech se staví velké veřejné vánoční stromy v průběhu adventu. Katolická církev tomuto zvyku původně protestantské církve dlouho odolávala a první vánoční strom stál poprvé ve Vatikánu až v roce 1982.

## Historie

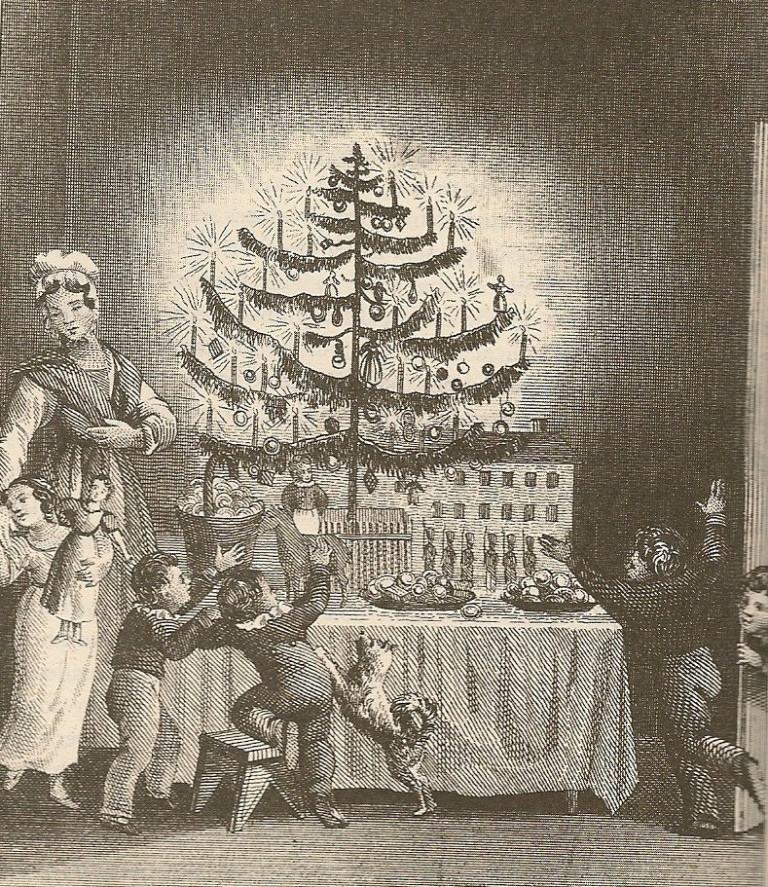
První publikovaný obrázek vánočního stromku v knize od Hermanna Bokuma z roku 1836

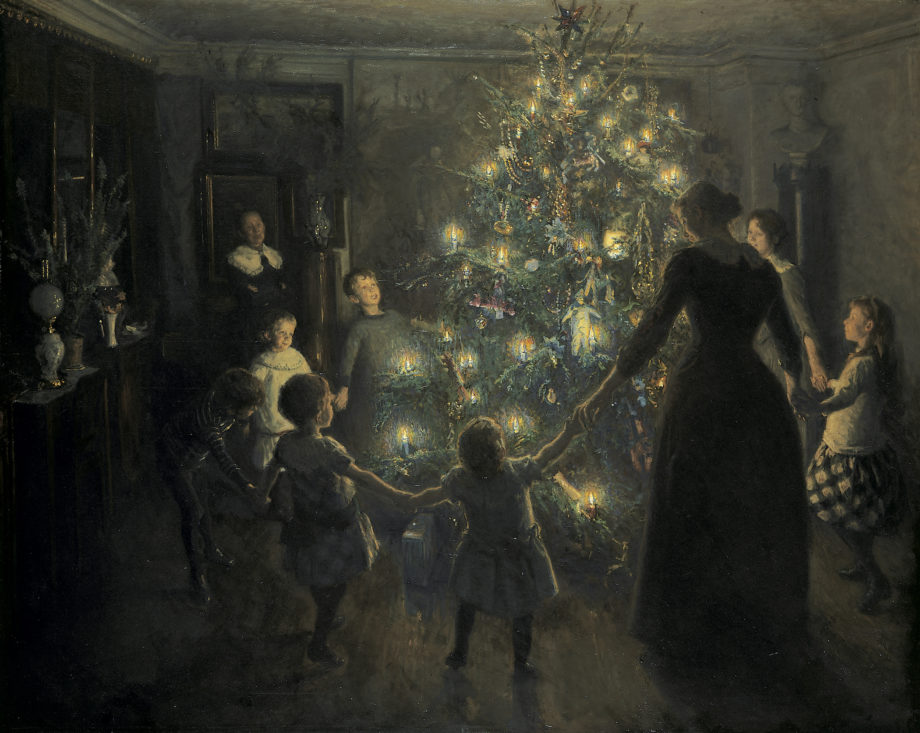
Kresba vánočního stromku dánského malíře Viggo Johansena z roku 1891

Zavěšování ozdob na větve je starý polský lidový zvyk, který se datuje od slovanských pohanských tradic.[zdroj?]
Vánoční stromky měly ochranitelskou funkci. Jedna z prvních zpráv o ozdobeném osvětleném stromku v místnosti je v brémské kronice z roku 1570. Nejdříve se nacházely v cechovních a řemeslnických domech. Stromek se také někdy zavěšoval nad štědrovečerní stůl, ovšem špičkou dolů. Takže lze říci, že dnešní stromeček je moderní. Ozdobené větve rozdávali i koledníci (větvičky stálezeleného jmelí jsou s Vánoci spjaty od 18. století).
Tradice zdobení stromku, jak ji známe dnes, pochází z Livonska[zdroj?] (dnešní Estonsko a Lotyšsko) a Německa. Do domovů začala pronikat v polovině 17. století. V 18. století se přidala tradice zdobení hořícími svíčkami, které byly po nástupu elektrifikace nahrazeny vánočním osvětlením. Dále se rozšířila tradice do světa v 19. století. Ujala se nejprve v protestantských městech, poté na venkově. Katolická církev dlouho odolávala tomuto protestantskému zvyku a vánoční strom stál poprvé ve Vatikánu až v roce 1982.
Podle některých zdrojů[ujasnit] byla tradice zdobení stromku převzata německými obchodníky a městy z tradice, vzniklé buď v Lotyšské metropoli Rize v roce 1510, případně v Estonském Tallinnu v roce 1441. V obou případech prý šlo o strom, ozdobený členy Bratrstva černohlavých. Bratrstvo, v němž se ve středověku sdružovali obchodníci německého původu, chtělo bohatému a vzkvétajícímu hanzovnímu městu Rize k zimnímu slunovratu věnovat strom, jenž se pak měl podle tradice nastojato na místě spálit, aby se zapudilo zlo. Jehličnan byl však příliš velký, takže plameny by ohrozily okolní domy. A tak zatímco kupci probírali, co s nespalitelnou jedlí, děti ji ozdobily slámou, jablky a nitěmi. Načančaný strom se obyvatelům Rigy zalíbil natolik, že se zrodila každoroční tradice, jež posléze dobyla svět. Konšelé z Tallinnu ovšem hájí prvenství svého města argumentem, že Bratrstvo černohlavých vztyčilo nazdobený strom před tallinnskou radnicí už v zimě 1441 – tedy o 69 let dříve.
Ačkoliv mnozí představitelé katolické církve považovali zejména v průběhu 19. století zdobení stromů za pohanský zvyk, další verze vysvětlující vznik tradice zdobení vánočního stromu vychází právě z křesťanských kořenů: na svátek Adama a Evy, tedy 24. prosince, se před kostely od středověku konaly hry připomínající prvotní hřích a právě strom se zavěšenými jablky byl ústřední „rekvizitou“ těchto her.
Živě rostoucí stromy jsou zdobeny i v současnosti – za nejvyšší vánoční živý strom je považován několik staletí starý eukalyptový strom, rostoucí ve Styx Valley v Tasmánii, měřící úctyhodných 84 m. Aktivisté z Japonska, Austrálie a Kanady se jej snažili zachránit před těžbou dřeva a na nějaký čas se stal jejich domovem, 17. prosince 2003 jej vánočně ozdobili více než 3000 solárními světly.

### Vánoční stromek ve Spojených státech
Tradice vánočních stromů v Bílém domě (USA, Washington) sahá podle některých zdrojů do poloviny 19. století, podle jiných na jeho konec. O výzdobu se stará první dáma. Od roku 1961 bývá výzdoba stromku vždy nějak tematicky zaměřená.

### Vánoční stromek v Česku

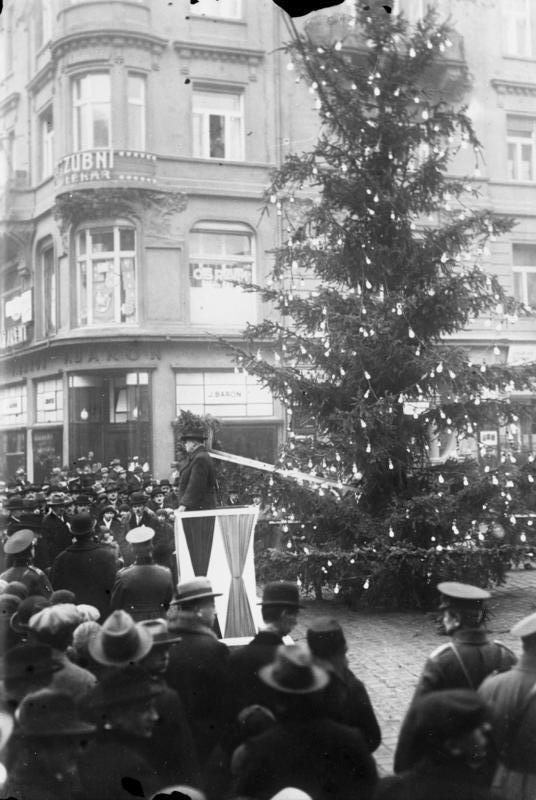
Raný příklad veřejného vánočního stromu pro děti nezaměstnaných rodičů v Praze, 1931

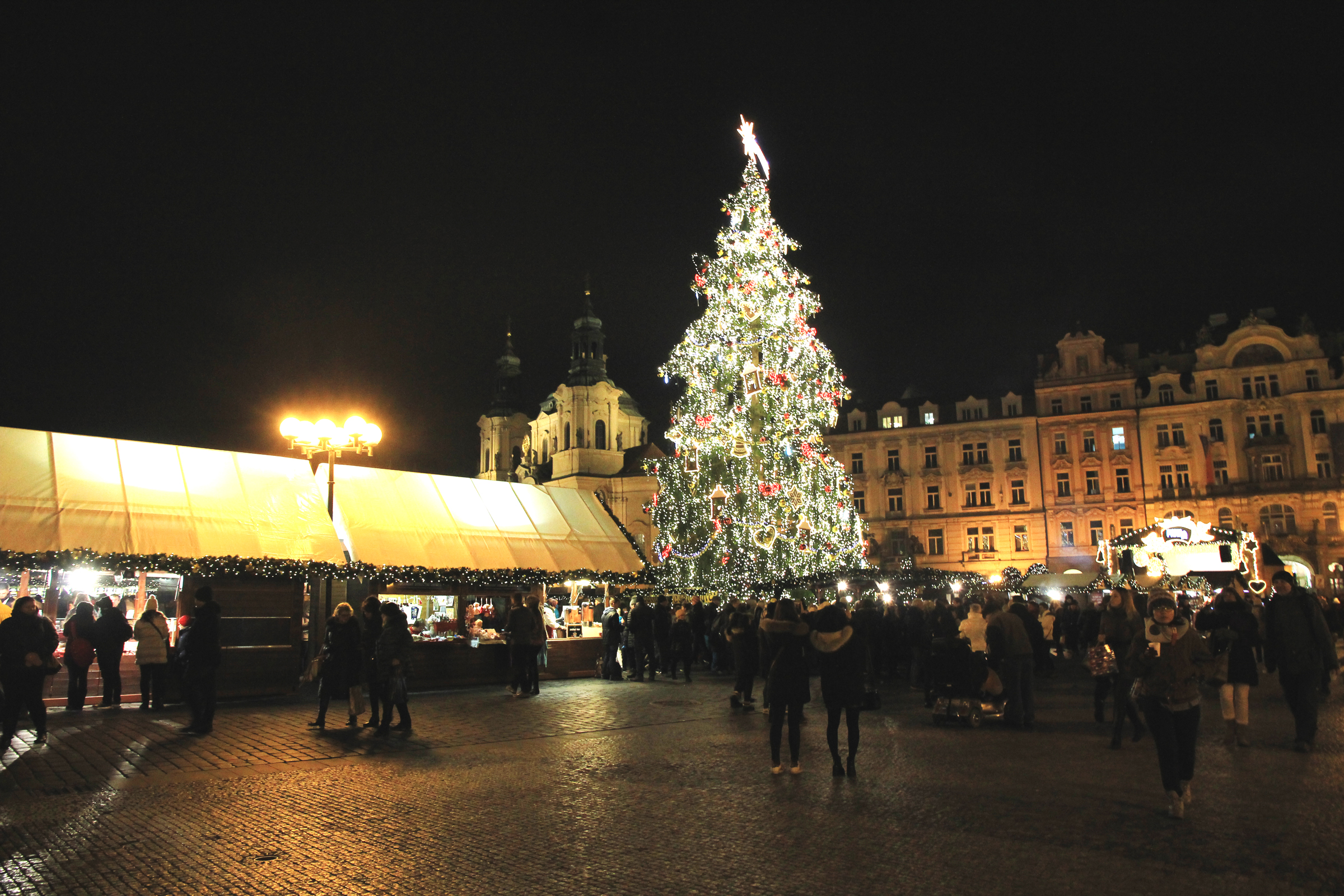
Nejvyšší vánoční stromek na Staroměstském náměstí roku 2016 (33m vysoký smrk)

V Česku poprvé postavil vánoční stromek pro své přátele v roce 1812 ředitel pražského Stavovského divadla Jan Karel Liebich na svém libeňském zámečku Šilboch. Nový zvyk se však začal prosazovat jen pozvolna, a to až ve 40. letech 19. století v bohatých pražských měšťanských rodinách.
Na vánočních trzích se sice začaly prodávat z Německa dovezené umělé stromečky vyřezané z kartonu nebo tenkých prkének, ale kupující o ně nejevili příliš veliký zájem. Více se ujaly živé stromečky, smrčky, jedličky nebo májky ozdobené sladkým pečivem, perníkem a především ovocem – jablky nebo hruškami, mandlemi či rozinkami. Zřejmě roku 1860 se na stromečku v Čechách poprvé rozsvítily lojové svíčky.
Do venkovských stavení pronikaly ozdobené vánoční stromečky ještě pomaleji. Až do první světové války bývala v mnoha domácnostech pouze ozdobená smrková nebo jedlová větev.
Tradičně lidé doma mívají obvykle uříznuté borovice lesní, jedle bělokoré a smrky ztepilé, které pochází z lesních prořezávek. V současnosti častěji na hnojených plantážích cíleněně jako vánoční stromky pěstované smrky pichlavé, borovice černé a jedle kavkazské. Dále případně umělé stromky vyrobené z plastů a dalších nepřírodních materiálů. Existují také půjčovny živých stromků v květináčích.
Na náměstí ve městech se často umísťují velké veřejné vánoční stromy. Poprvé byl strom republiky postaven na brněnském Náměstí svobody v roce 1924 spisovatelem Rudolfem Těsnohlídkem. Pohnula ho k tomu událost, kdy s přáteli nalezli v zimě, v roce 1919, v bílovickém lese, prochladlé děvčátko. Tento prožitek ho zasáhl natolik, že se o Vánocích rozhodl vztyčit na náměstí strom, a pod ním uspořádat sbírku na pomoc všem opuštěným dětem.
Jedním z nejslavnějších českých vánočních stromů byl 24 metrů vysoký smrk z Beskyd, který ozdobil o Vánocích 1999 vatikánské Svatopetrské náměstí. 31 metrů vysoký vánoční smrk na pražském Staroměstském náměstí v roce 2003 spadl a zranil čtyři lidi. V Praze se každý rok umisťuje vánoční strom na Staroměstském náměstí, většinou jde o smrk vysoký od dvaceti do třiatřiceti metrů.
Rovněž rozšířené je vánoční zdobení živě rostoucích stromů. Nejvyššími živě rostoucími vánočně ozdobenými stromy v Česku jsou smrk v Mladkově 30,57 m (k 1. 12. 2013), smrk na Kvildě 26,5 m, smrk ve Valašské Bystřici 24,75 m, smrk ve Žďáru nad Sázavou 22,47 m a smrk v Postoloprtech 20,46 m.